# Kittilä
Kittilä [ˈkitːilæ] ist eine Gemeinde in der finnischen Landschaft Lappland.

## Tourismus

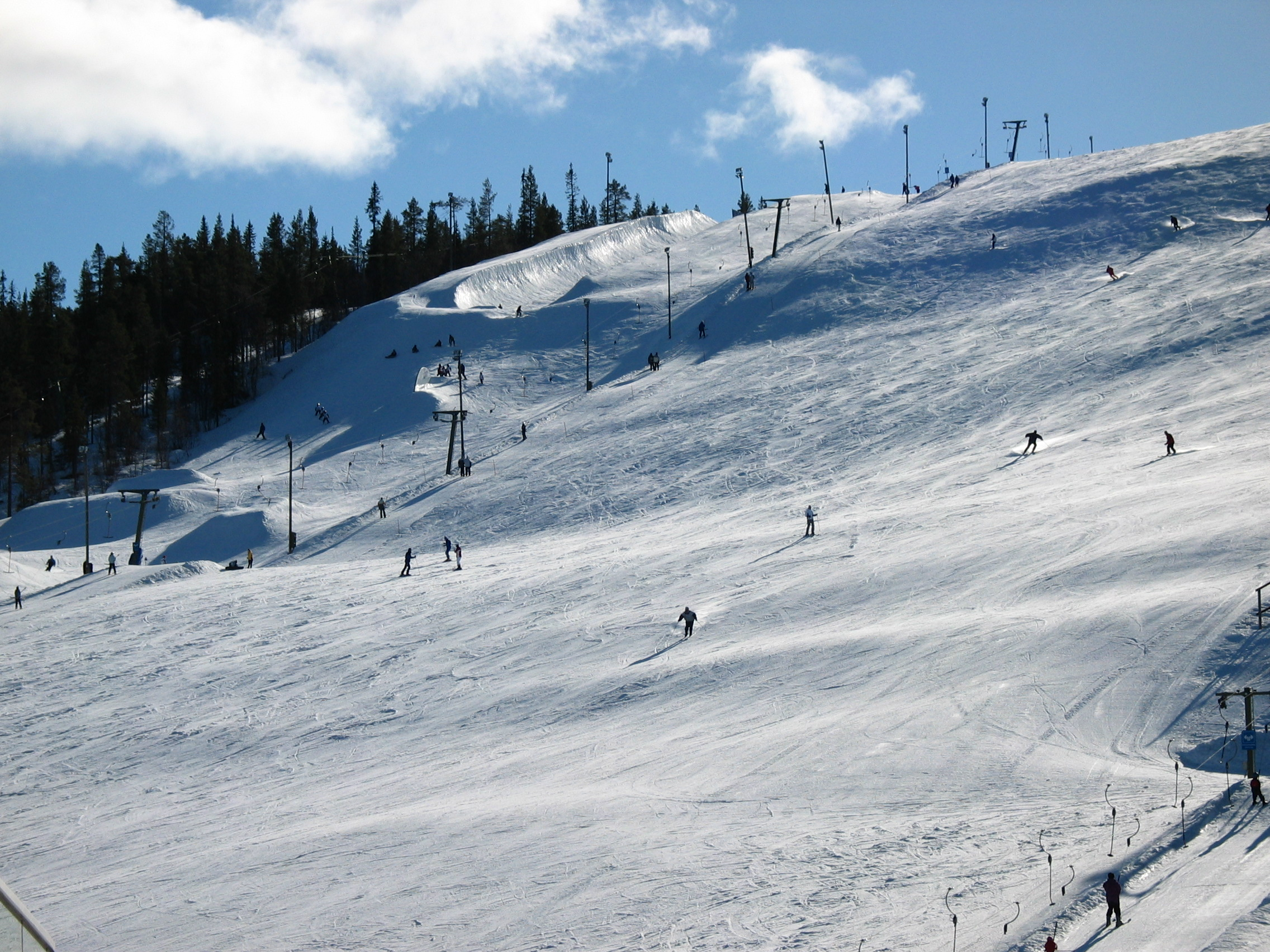
Wintersportresort Levi nördlich Kittilä

Der Flughafen Kittilä liegt etwa 5 km nördlich der Gemeinde. Nahe Kittilä befindet sich das Wintersportresort Levi, dessen höchste Erhebung 531 m hoch liegt. Im Nordwesten von Kittilä liegt der See Jerisjärvi.

## Politik
Wie allgemein in den ländlichen Gegenden Nordfinnlands ist auch in Kittilä die Zentrumspartei die stärkste politische Kraft. Bei der Kommunalwahl 2008 erhielt sie knapp über die Hälfte der Stimmen und verfügte im Gemeinderat, der höchsten Entscheidungsinstanz bei lokalen Angelegenheiten, mit 14 von 27 Sitzen über eine absolute Mehrheit. Zweitstärkste Kraft war das Linksbündnis, das, wie allgemein in Lappland, überproportional stark vertreten war. Es konnte rund 30 Prozent der Stimmen auf sich vereinen und hatte acht Sitze im Gemeinderat inne. Die Sozialdemokraten und die Nationale Sammlungspartei spielten, obgleich landesweit zu den drei großen Parteien gehörend, in Kittilä mit Wahlergebnissen um die zehn Prozent und zwei bzw. drei Abgeordneten im Gemeinderat nur eine marginale Rolle.
| Zusammensetzung des Gemeinderats (2017–2021) | Zusammensetzung des Gemeinderats (2017–2021) | Zusammensetzung des Gemeinderats (2017–2021) | Zusammensetzung des Gemeinderats (2017–2021) | Zusammensetzung des Gemeinderats (2017–2021) |
| Partei                                       | Wahlergebnis 2017 W17                        | Sitze                                        | Wahlergebnis 2012 W12                        | Sitze                                        |
| -------------------------------------------- | -------------------------------------------- | -------------------------------------------- | -------------------------------------------- | -------------------------------------------- |
| Zentrumspartei (Kesk.)                       | 31,5 %                                       | 9                                            | 41,6 %                                       | 12                                           |
| Fairness für Kittilä                         | 20,8 %                                       | 7                                            | -                                            | -                                            |
| Linksbündnis (Vas.)                          | 13,6 %                                       | 4                                            | 23,1 %                                       | 7                                            |
| Die Finnen (Ps.)                             | 10,8 %                                       | 3                                            | 19,3 %                                       | 5                                            |
| Nationale Sammlungspartei (Kok.)             | 6,1 %                                        | 1                                            | 12,8 %                                       | 3                                            |
| Grüner Bund (Vihr.)                          | 5,2 %                                        | 1                                            | -                                            | -                                            |
| Kuntalaislista                               | 4,6 %                                        | 1                                            | -                                            | -                                            |
| Sozialdemokraten (SDP)                       | 4,1 %                                        | 1                                            | 3,1 %                                        | 0                                            |
| Christdemokraten (KD)                        | 3,1 %                                        | 1                                            | 0,1 %                                        | 0                                            |

- VAS: 4
- SDP: 1
- VIHR: 1
- FfK: 7
- Kl: 1
- KESK: 9
- KOK: 1
- KD: 1
- PS: 3

## Wappen
Wappenbeschreibung: Unter einem schwarzen eingebogenem Schildhaupt in Silber ein rot bewehrter schwarzer Vielfraß.

## Söhne und Töchter der Gemeinde
- Tauno Honkanen (1927–2023), Skisportler
- Arto Paasilinna (1942–2018), Schriftsteller
- Kalervo Palsa (1947–1987), Maler